# Gambe
Les gambes sont une famille de jeux d'orgue de taille étroite, appartenant à la catégorie des jeux de fond.

## Étymologie
Gambe est un nom féminin français emprunté à l'italien gamba au XVIIe siècle, lui-même issu du bas latin. Il s'agit d'une ellipse faisant référence à la viole de gambe, en italien viola da gamba.

## Description
La gambe est un jeu à bouche, ouvert et de taille étroite : d'un timbre pauvre en fondamentale et riche en harmoniques élevés, sa sonorité rappelle plus ou moins celle d'un instrument à cordes frottées comme la viole de gambe ou le violoncelle – d'où son nom. En France, elle est typique de l’orgue romantique et de l’orgue symphonique.
Dans l’orgue français, elle sert traditionnellement d’appui à la voix céleste, laquelle est une gambe légèrement désaccordée (d’un coma supérieur), ce qui engendre un phénomène d'ondulation (qui vaut à la voix céleste l'appellation de cjeu ondulant)
Dans l'orgue symphonique tel que l'a conçu Aristide Cavaillé-Coll, on trouve souvent deux gambes :
- L'une, placée au grand orgue, participe au fond d'orgue romantique : principaux, bourdons, flûtes et gambe.
- L'autre, placée généralement au récit expressif, est harmonisée de manière plus douce et sert surtout de base à la voix céleste.

## Dénominations
- français : gambe, viole de gambe, viole
- italien, latin : gamba, viola da gamba, viola di gamba
- anglais : viol di gamba, string gamba, string
- allemand : Gamba, Violonbass, Kniegeige

### Jeux dérivés de la gambe
- violoncelle : gambe de 16 ou de 8 pieds
- violette, gambette : gambe de 4 pieds
- contre-gambe, contrebasse[1], contre-violoncelle, violon de basse : gambe de 16 ou de 32 pieds

## Occurrences
- Gambe 8', grand grgue : Turckheim, église Sainte-Anne (Alfred Kern, 1983)
- Gambe 8', récit : église Saint-Léger de Cognac
- Gambe 8', positif : orgue du Walt Disney Concert Hall
- Gambe 8', solo : église Saint-Sulpice, Paris (Aristide Cavaillé-Coll, 1862)
- Violoncelle 8', pédale : église Saint-Eustache (Paris)
- Viole de Gamba 8', récit : Walt Disney Concert Hall
- Violonbasse 32', pédale : Walt Disney Concert Hall
- Violon 16', grand orgue : Walt Disney Concert Hall